# Willi Baumeister
Willi Baumeister (22. ledna 1889 Stuttgart – 31. srpna 1955 tamtéž) byl německý malíř, scénický výtvarník, typograf a pedagog. Ve svém rodném městě se vyučil dekorativní malbě, navštěvoval tamější akademii a konečně studoval až do roku 1912 u Adolfa Hölzela. Zprvu je jeho dílo konstruktivistické a geometrické, po druhé světové válce, během které měl zákaz malby (v roce 1933 označen za zvrhlého a od roku 1941 zákaz) a mohl studovat orientální a africké umění, jeho abstrakce dostává formu organickou a vegetativní. Známým se Baumeister stal také díky tzv. Mauerbilder, což jsou plátna připomínající příměsí písku do barev zeď, které poprvé namaloval na konci 2. desetiletí 20. století.
Mezi lety 1928–1933 vyučoval na Städelschule užitou grafiku a typografii. Po válce také vyučoval na stuttgartské akademii. Svoje názory na umění také publikoval roku 1947 v knize Das Unbekannte in der Kunst.
Baumeister byl členem několika spolků, v roce 1919 se stal členem berlínské skupiny Novembergruppe, v roce 1930 vstoupil do Cercle et Carré a o rok později do Abstraction-Création.